# Parapythais
Parapythais is een kevergeslacht uit de familie van de boktorren (Cerambycidae). De wetenschappelijke naam van het geslacht werd voor het eerst geldig gepubliceerd in 1980 door Monné.

## Soorten
Parapythais is monotypisch en omvat slechts de volgende soort:
- Parapythais melzeri Monné, 1980